# (169) Zelia
(169) Zelia és un asteroide que forma part del cinturó d'asteroides descobert per Prosper Mathieu Henry des de l'observatori de París, França, el 28 de setembre de 1876. Rep el nom en honor d'una neboda de Camille Flammarion. Zelia orbita a una distància mitjana del Sol de 2,358 ua, i pot allunyar-se'n fins a 2,667 ua i apropar-se fins a 2,049 ua. La seva inclinació orbital és 5,5° i l'excentricitat 0,131. Empra 1322 dies a completar una òrbita al voltant del Sol.